# Сан-Мартін-де-ла-Вірхен-де-Монкайо
Сан-Мартін-де-ла-Вірхен-де-Монкайо (ісп. San Martín de la Virgen de Moncayo) — муніципалітет в Іспанії, у складі автономної спільноти Арагон, у провінції Сарагоса. Населення — 295 осіб (2010).
Муніципалітет розташований на відстані близько 230 км на північний схід від Мадрида, 80 км на захід від Сарагоси.
На території муніципалітету розташовані такі населені пункти: (дані про населення за 2010 рік)
- Сан-Мартін-де-ла-Вірхен-де-Монкайо: 282 особи
- Сан-Мартін-Урбанісасьйон: 13 осіб

## Демографія
Динаміка населення (INE ):